# Sportanlagen Allmend
Lo Sportanlagen Allmend è un centro sportivo polivalente della città di Lucerna in Svizzera. 
In questo centro sportivo, in cui è presente anche la Swissporarena, ci sono altri 9 campi sportivi:
- Allmend Süd 33 (2004), erba naturale di dim. 90 x 57,5 con 100 posti in piedi;
- Allmend Süd 34 (1997), erba naturale di dim. 90 x 57,5 con 100 posti in piedi;
- Allmend Süd 35 (2009), erba sintetica di dim. 100 x 64 con 300 posti in piedi;
- Allmend Süd 43 (1997), erba naturale di dim. 90 x 57,5 con 300 posti in piedi;
- Allmend Süd 44 (1997), erba naturale di dim. 90 x 57,5 con 300 posti in piedi;
- Fliegerschuppen 31 (1999), erba naturale di dim. 90,2 x 57,5 con 100 posti in piedi;
- Fliegerschuppen 32 (1999), erba naturale di dim. 90,2 x 57,5 con 100 posti in piedi;
- Knieplatz (1987), erba naturale di dim. 105 x 68 con 100 posti in piedi;
- TVL5 Stadion Hubelmatt (1982), erba naturale di dim. 100 x 64 con 4 000 posti in piedi e tribuna da 3 000 posti seduti.

Il F.C. Lucerna femminile disputa le proprie gare casalinghe sul campo "TVL5 Hubelmatt".